# 닥터 지킬
《닥터 지킬》(Edge Of Sanity)은 미국에서 제작된 제라르 키코인 감독의 1989년 공포 영화이다. 안소니 퍼킨스 등이 주연으로 출연하였고 에드워드 시몬스 등이 제작에 참여하였다.
1886년 소설 《지킬 박사와 하이드 씨》와 《잭 더 리퍼》의 이야기를 합쳐놓았다.

## 출연

### 주연
- 안소니 퍼킨스
- 글리니스 바버
- 사라 모어 도프

### 조연
- 데이비드 로지
- 벤 콜
- 레이 주얼즈
- 리사 데이비스
- 해리 랜디스
- 질 피어슨
- 캐시 머피
- 클라우디아 우디